# Woodside Park (London Underground)

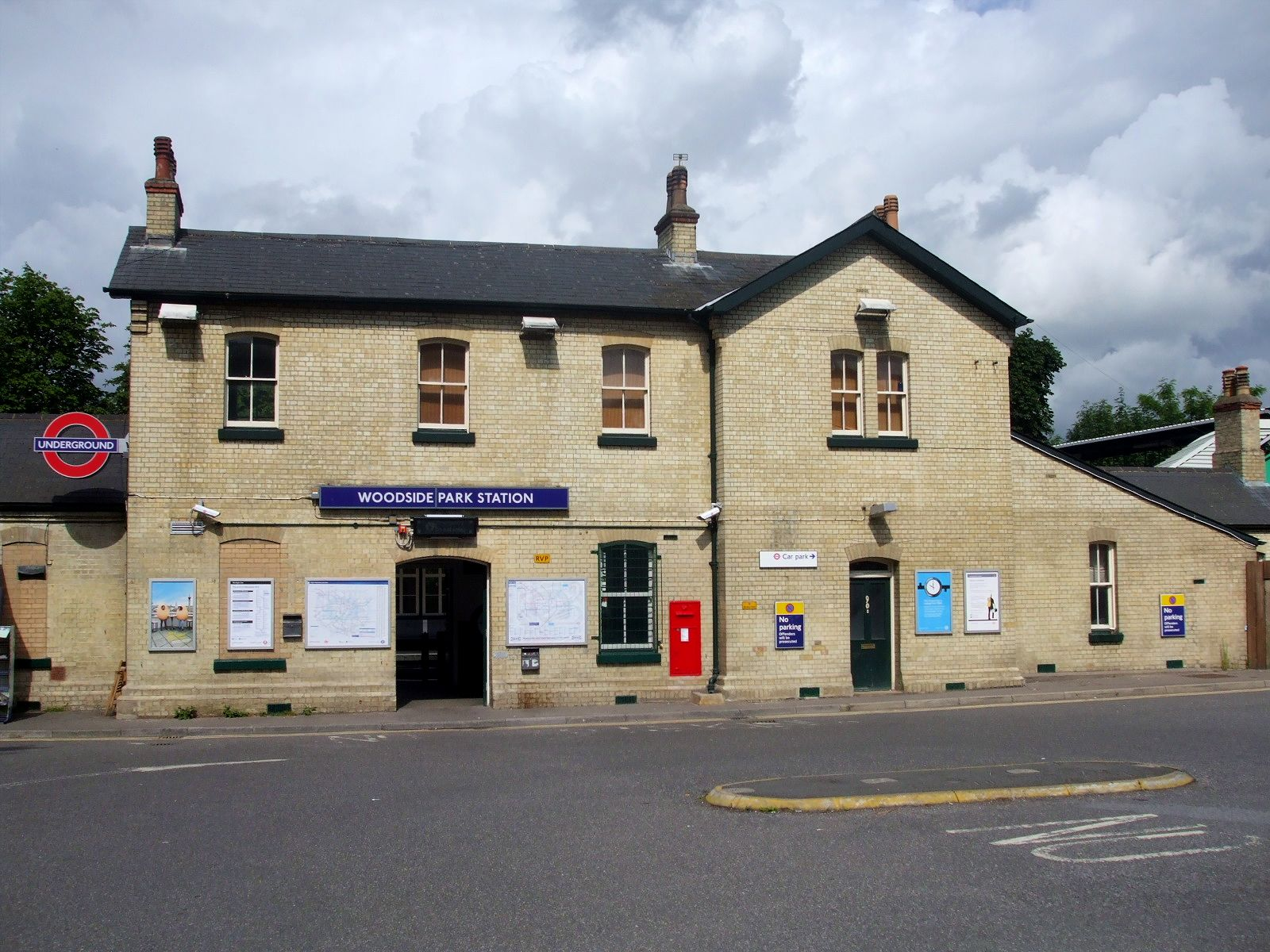
Stationsgebäude

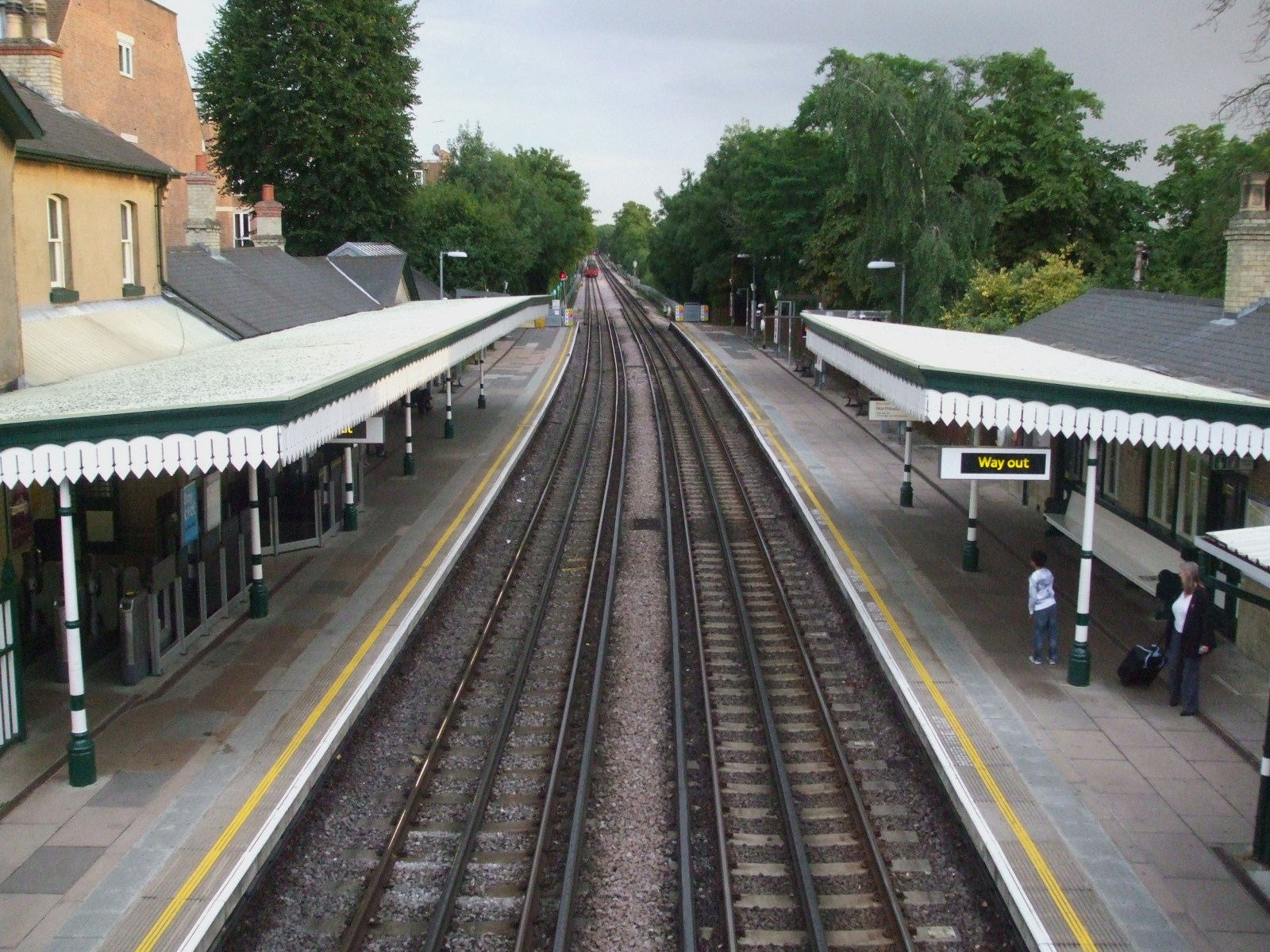
Blick von der Fußgängerbrücke in Richtung Süden auf die Bahnsteige

Woodside Park ist eine oberirdische Station der London Underground im Stadtbezirk London Borough of Barnet. Sie liegt in der Travelcard-Tarifzone 4 an der Woodside Park Road und wird von der Northern Line bedient. Im Jahr 2013 nutzten 2,63 Millionen Fahrgäste diese von der Northern Line bediente Station.

## Anlage
Zwar fährt die U-Bahn hier erst seit Beginn der 1940er Jahre, doch die Station wurde bereits mehr als siebzig Jahre zuvor als Haltepunkt einer Vorortseisenbahn gebaut. Vor dem Stationsgebäude befindet sich eine weite offene Fläche, die einst als Ladeplatz für Kohle diente und später in einen Parkplatz umgewandelt wurde. Der Haupteingang ist am Ende einer kurzen Sackgasse, die zur Woodside Park Road führt. In die Vorderfront eingelassen ist ein Briefkasten mit den Initialen VR (Victoria Regina); diese stehen für Königin Victoria, die zum Zeitpunkt des Streckeneröffnung regierte. Ein Nebeneingang befindet sich auf der Westseite der Station. Beide Bahnsteige sind durch eine Fußgängerbrücke miteinander verbunden, die auch ohne gültigen Fahrausweis benutzt werden kann. Die Architektur des Stationsgebäudes aus viktorianischer Zeit ist weitgehend erhalten geblieben.

## Geschichte
Die Planungen für die Station gehen auf die Edgware, Highgate and London Railway (EH&LR) zurück, die 1867 von der Great Northern Railway (GNR) übernommen wurde. Die GNR eröffnete am 1. April 1872 die Eisenbahnlinie zwischen Finchley Central und High Barnet. Die Station hieß zunächst Torrington Park, erhielt 1882 den heute noch gebräuchlichen Namen und wurde 1889 umgebaut.
Mit dem Railways Act 1921 vereinigte man sämtliche Bahngesellschaften des Landes zu vier großen Gesellschaften, die GNR ging dabei 1923 in die London and North Eastern Railway (LNER) auf. Im Rahmen des Northern Heights-Projekts wurde die Eisenbahnstrecke nach High Barnet in das Underground-Netz integriert. Der U-Bahn-Betrieb begann am 14. April 1940. Während kurzer Zeit befuhren sowohl U-Bahn als auch Eisenbahn die Strecke, der letzte Zug der LNER verkehrte im März 1941.